# Eventyret paa Natcaféen
Eventyret paa Natcaféen er en amerikansk stumfilm fra 1920 af F. Richard Jones og Erle C. Kenton.

## Medvirkende
- Charles Murray som His Honor
- Ford Sterling som Milton Robbin
- Phyllis Haver som Mrs. Milton Robbin
- Marie Prevost som Newlywed Bride
- George O'Hara som Newlywed Groom
- Charlotte Mineau
- Billy Bevan
- Kalla Pasha
- Eddie Gribbon
- Fanny Kelly som Mrs. Fawcett
- Billy Armstrong
- Joseph Belmon
- Raymond Griffith
- Sybil Seely
- James Finlayson
- Dave Anderson